# 田所百合
田所 百合（たどころ ゆり、7月15日生）は、日本のAV女優。JETSTREAM所属。

## 略歴
2020年4月、タカラ映像の専属女優としてAVデビュー。

## 作品

### アダルトDVD
- 専属妻39歳 田所百合AVデビュー（4月23日、タカラ映像）
- あん時のセフレは…友人の母親（5月28日、タカラ映像）
- お義母さん、にょっ女房よりずっといいよ…（6月25日、タカラ映像）
- 憧れの女上司と（7月23日、タカラ映像）
- あつい再会 昔うぶだったあの彼女が人妻になるとこんなに（8月27日、タカラ映像）
- うまなみの兄にめろめろにされた弟嫁（9月24日、タカラ映像）
- ネトラレーゼ 誘ってよかった君の奥さんやっぱりすごくいいよ…（10月22日、タカラ映像）
- この世は男と女だけ 舐め好きオヤジと欲求不満な嫁（11月26日、タカラ映像）

- 大好きな母さんが再婚します（1月28日、センタービレッジ）
- この世は男と女だけ 義父に抱かれ続けた後（2月11日、タカラ映像）
- 膣イキ拷問 中イキ出来ない人妻が、初膣イキで潮吹き絶叫!（2月19日、ドグマ）
- 美人妻センズリ鑑賞会（2月20日、スターパラダイス）
- 熟女デリヘル本番交渉!（2月20日、スターパラダイス）
- 明るくて頼りがいがありママ友の人気者、八重歯美人のアラフォー奥様 沙友里さん 44歳（3月1日、エマニエル）※「沙友里」名義
- 本気の白濁マン汁を垂れ流してイキまくる!! 素人娘のおま○こズボズボ指オナニー 2（3月1日、OFFICE K'S）
- ガードがユルいと噂の熟女ピンサロでどこまでできるかヤッてみた 05（3月1日、熟女JAPAN）※「さくら」名義
- ザーメンマゾ妻 美人のマゾ人妻を集団ザーメン弄び（3月11日、センタービレッジ）
- 新「おばさんレンタル」サービス 10 中出しセックスまでやらせてくれると評判の家事代行サービスにもっと過激な要求をしてみた（3月11日、熟女LABO）
- 同じマンションのタイトミニで美脚をさらすフェロモン美人妻とセッ●スできる関係になるには!?（3月20日、スターパラダイス）
- 代理出産の母（4月8日、タカラ映像）
- 黒人巨大マラ 犯された日本人熟女 最愛の夫は極悪人だった!? 騙され妻が堕ちた陵辱4P輪姦地獄（4月25日、グローバルメディアエンタテインメント）
- お母さんの玩具になった僕 激淫美義母の濃密ファック!（6月7日、ルビー）
- 巨尻の誘惑（6月10日、タカラ映像）
- 素人妻ナンパ 全員生中出し 5時間 セレブDX 75（6月15日、ロータス）
- 熟母 12 〜母親を愛してしまった息子〜（7月13日、ながえスタイル）
- ヤリマン奥様数珠繋ぎ! あなたよりエロいママ友達を紹介して下さい! 6（8月25日、クリスタル映像）
- 素人ナンパ 中出し!! 美熟妻姉妹編 3（9月27日、グラフィティジャパン）
- 巨乳を揺らして、デカ尻を打ち付けながら、激しく腰を振る発情女たち13人のディルドオナニー! 〜極太ディルドが発情女たちの穴へと消えてゆく!（9月28日、セレブの友）
- 媚薬混入! イカセ狂いの卑猥なモニター調査。 2 極悪非道のあいつらが再降臨!（9月28日、セレブの友）
- 恥じらう素人娘たちの生おっぱいモミまくり!! 2（10月1日、OFFICE K'S）
- 「立ちんぼ妻」 B級熟女 百合44歳（10月19日、エマニエル）
- 絶倫な夫の連れ子の巨根に溺れてしまう義母 第3章（10月27日、グラフィティジャパン）
- たびじ 母と子のふたり旅（11月11日、タカラ映像）
- 息子に夜這いでイカされる義母（11月20日、スターパラダイス）
- 新・麗しの熟女湯屋 濃厚ねっとり高級ソープ（11月23日、グローバルメディアエンタテインメント）
- お色気P●A会長&悩殺女教師と悪ガキ生徒会（12月7日、グローリークエスト）
- 一流のおば様ナンパ セレブ美熟女中出しJAPAN 31（12月10日、ホットエンターテイメント）
- おち○ぽ大好きお姉さんのフェラチオは好きですか? 2（12月21日、グローリークエスト）

- 女社長の性欲（2月10日、タカラ映像）
- 逆恨みされたパワハラ部長の奥さん 真っ昼間の中出し制裁（2月15日、エマニエル）
- 野外レイプ 人里離れた山奥でサイコパス強姦魔に襲われ、泣き叫ぶ声も虚しく欲望のままに犯された人妻たち（2月22日、グローバルメディアエンタテインメント）
- 男子校で野球漬けのモテない青春時代だったボクが少年野球チームのコーチになったら…旦那や子供そっちのけで若くて引き締まったボクの肉体に乙女のようにトキめいて♡ 何かと世話を焼いてくるママさんたちとの年の差ご近所不倫にハマってしまった vol.6（3月22日、GIGOLO）
- 新・欲求不満妻たちのセンズリ鑑賞 其の六（4月1日、OFFICE K'S）
- 明るくて頼りがいがありママ友の人気者の八重歯美人奥様と再会 沙友里さん(45) デカ尻/デカチン狂い/フェラ中毒/連続イキ/4P/素人/美熟女/（4月5日、エマニエル）※「沙友里」名義
- 相席居酒屋で1人飲みしている熟女をナンパしたら何と人妻だった。欲求不満な体と久々な女扱いにお持ち帰りセックスしたらヤバすぎる乱れっぷりでした…（4月27日、グラフィティジャパン）
- 誰にも言えない… 娘の夫に無理やり抱かれたなんて… 7（5月27日、グラフィティジャパン）
- 「こんなところでゴメンなさい…。でも、もう我慢出来なかったの…」トイレが故障で使えず膀胱限界の放尿婦人 36人（6月21日、エマニエル）
- 嫁の母と俺の父（6月28日、タカラ映像）
- 娘の旦那とダクあせ交尾（7月26日、タカラ映像）
- 会員制 人妻玄関ピンサロ ワタシのお口で気持ちよくしてあげる 8（8月16日、エマニエル）
- 母子交尾 【高倉山路】（8月16日、ルビー）
- 蕩けるような接吻をされながら貴婦人に手コキでヌカれたい（9月20日、エマニエル）
- 百合女将 童貞くんに激ヤバ超エロ濃厚おもてなし（10月4日、ルビー）
- 義理の息子 性欲の強い義理の息子にメロメロにされた義母（10月11日、タカラ映像）
- 貴方だけの為なの…（11月8日、タカラ映像）
- 年下と貪欲不倫 露出デート（11月20日、エンブレム）

- 夫に内緒で義父に頼んだ妊活（1月10日、タカラ映像）
- 友達の母親 〜最終章〜（1月12日、センタービレッジ）
- 美女聖水飲ませ 〜完全主観Ver〜（1月24日、犬/妄想族）
- 浮気男のデカチンの虜になる… 昼下がりの妻たちの物語…（2月7日、RUBY）
- 熟年同窓会 ～30年振りに再会した憧れの先生～（3月7日、RUBY）
- 性欲剥き出し いつもよりHな美熟女オナニー（3月20日、ネクスト）
- やっぱりシングルマザーが最高にいいや… 田所百合（4月11日、タカラ映像）
- 美しい母と感汁ベロキス爆汗孕ませ性交 田所百合（4月13日、センタービレッジ/楽園）
- 息子の友達を喰い散らかして若い金玉から精液を搾り取る痴女お母さん 田所百合（6月13日、バルタン）
- 性処理妻 田所百合（6月27日、タカラ映像）
- 主観 尿道舌捻じ込みフェラ（6月27日、SEX Agent/妄想族）
- 突然押しかけてきた嫁の姉さんに抜かれっぱなしの1泊2日 田所百合（7月4日、VENUS）
- 抜かずの六発中出し 近親相姦密着交尾 田所百合（8月3日、センタービレッジ/是空）
- 私は尻で近所の旦那様を誘惑してます… 田所百合（8月22日、タカラ映像）

- カメラの前でおしっこする女 5（11月26日、グローリークエスト）

### VR
- 回春 献身性愛介護（2022年10月4日、アイシス）

### アダルト配信
- 暇を持て余した専業主婦、ムラムラした気持ちを抑えられずAV出演!熟れたカラダは感度抜群!だらしなく喘ぎ乱れるスケベ人妻の鑑!! 今からこの人妻とハメ撮りします。38 at 東京都昭島市拝島駅前（2月25日、KANBi）
- ラグジュTV 1384 「日本を旅立つ前に経験したくて…」寝取られ希望の会長婦人がラグジュTVで最後の火遊び!?見かけによらぬ底なし性欲と円熟味を増した性技で男優すらも骨抜きに!さらに柔く淫らな肉体で他人棒を味わい、本能丸出しのセックスをカメラの前にさらけ出す!（3月29日、ラグジュTV）※「柴崎由美」名義
- 百合 35歳（4月21日、人妻パラダイスGOLD）
- 羞恥心とエロさのギャップが激シコなセレブ人妻（6月4日、E★人妻DX）
- 実は美人が多い女性トラック運転手を性感マッサージでとことんイカせてみた 6（7月2日、パラダイステレビ）
- ビジネスホテルの女性マッサージ師は抜いてくれるのか? 10 フェロモン全開のデカ尻人妻・田所さん（9月10日、パラダイステレビ）
- ゆり (gjkz358)（10月1日、素人熟女図鑑）
- 訳あり熟女の初撮りAVに完全密着 2 複数プレイがしてみたい・和奈さん（35歳）& SEXが好きすぎて・百合さん（40歳）（10月15日、パラダイステレビ）

- 美人の先生がいる皮膚科に行って腫れたチンコを診てもらう流れでヌイてもらいたい 11（1月28日、パラダイステレビ）
- ホットヨガ 美熟女ナンパ! ムチムチ巨尻ヨガウェアの汗まみれマ●コに生中●し（3月25日、パラダイステレビ）
- 百合 (gjkz409)（4月5日、素人熟女図鑑）
- 百合 2 (gjkz416)（5月17日、素人熟女図鑑）
- 朗報!いま熟女専門ライブチャットは上玉美女と簡単にヤレるらしい 2 おチンチン大好きなHすぎる美人妻 百合さん40歳（7月8日、パラダイステレビ）
- 百合 36歳（10月12日、人妻パラダイスGOLD）

- 百合（1月12日、048奥さま）
- 百合 2（1月19日、048奥さま）
- ゆり (hint0605)（7月1日、熟蜜のヒミツ）

## 出演

### YouTube
- 【熟女の履歴書】－第42回前編－田所百合さんの巻〜スケベです〜（2022年12月23日、夕やけちゃんねる）
- 【熟女の履歴書】－第42回後編－田所百合さんの巻〜◯の匂い嗅ぐ〜（2022年12月24日、夕やけちゃんねる）

## 掲載
- 週刊実話 2022年12月8日号（日本ジャーナル出版） - 袋とじ「剛毛熟女の甘い罠」